# Delete (ASCII)
Delete (afgekort DEL) is karakter nummer 127 (hex 0x7F, octaal 0177) in de ASCII-tekenset en alle uitbreidingen hiervan (zoals ISO-8859-*).

## Gebruik
De eerste 32 karakters (0 t/m 31) van de karaktersets die gebaseerd zijn op de ASCII-tekenset zijn geen tekens, maar opdrachten aan uitvoerapparaten. Ook het laatste karakter, 127, is een stuurcode. Delete heeft in principe betrekking op het verwijderen van het voorafgaande teken, maar in de praktijk is het voor een aantal verschillende doelen gebruikt. Dit heeft voornamelijk te maken met specifieke eigenschappen van inmiddels verouderde randapparatuur, gecombineerd met het feit dat de ASCII-standaard enigszins vaag was over de precieze interpretatie van stuurcodes. Afhankelijk van het systeem kon DEL ofwel het karakter voor de cursor wissen (tegenwoordig gebruikt men daar meestal de Backspace voor), ofwel het karakter na de cursor (zoals bij de huidige pc).

### Ponsband
Een bijzonder geval was het gebruik van ponsband. Hier werden de bits van de verschillende tekens door gaatjes gerepresenteerd; een 0 was geen gat, een 1 was een gat. Voor 7-bits-ponsband bestond de DEL dus uit een rij met alleen gaten. Voor het lezen van ponsband was het dan gebruikelijk dat het DEL-karakter door de ponsbandlezer werd genegeerd. Op deze manier kon een (bijvoorbeeld met de hand) foutief ingeponst teken worden weggehaald door er een DEL overheen te ponsen.